# Gösta Pettersson (författare)
Gösta Erik Martin Pettersson, född den 19 november 1919 i Stockholm, död där den 5 maj 1959, var en svensk författare.
Pettersson genomgått Brunnsviks folkhögskola 1938–1939 och Landsorganisationens skola 1943. Han var yrkesverksam som spårvägstjänsteman och lagerarbetare innan han började ägna sig åt författarskap på heltid. Han till boklotteriets stipendiater 1953, 1956 och 1957.